# Plac Kaszubski w Gdyni
Plac Kaszubski – pierwotnie Rynek Kaszubski – plac w centrum Gdyni, z którego początek biorą ulice: Świętojańska, Starowiejska, Wójta Radtkego, Jana z Kolna, Portowa i Derdowskiego.
Po ostatnich pracach drogowo-budowlanych plac został przekształcony w deptak, na którym znajdują się pomnik Antoniego Abrahama oraz rzeźba przedstawiająca siedzącą na ławce parę Kaszubów. 

## Historia
Przy placu (na rogu ulic Świętojańskiej i Derdowskiego) znajdował się pierwszy gdyński ratusz. Nieistniejącą dziś willę wybudował gdyński radny Augustyn Grubba, który wydzierżawił go na potrzeby siedziby gdyńskiej administracji. Pierwszym budynkiem mieszkalnym przy dzisiejszym pl. Kaszubskim była nieistniejąca dziś willa Stella Maris  z 1914, w której w lutym 1920 kwaterował generał Józef Haller (jej miejsce zajmowane jest przez apartamentowiec Transatlantyk).
W miejscu, w którym stoi dziś pomnik Abrahama, w 1925 roku zbudowano pierwszą, drewnianą halę targową w Gdyni, która już po roku uległa spaleniu.
Przy placu w okresie międzywojennym znajdowała się restauracja z dancingiem, prowadzona przez p. Piątka. Z kolei w budynku przy ul. Starowiejskiej 1 znajdował się hotel Centralny, należący do rodziny Skwierczów. Planowane jest przywrócenie funkcji hotelowej w tym budynku. 
Podczas okupacji Niemcy kolejno zmienili nazwę placu na Zoppoter Platz i General Litzmann Platz, wycinając zarazem potężny dąb rosnący na wlocie ul. Portowej. 

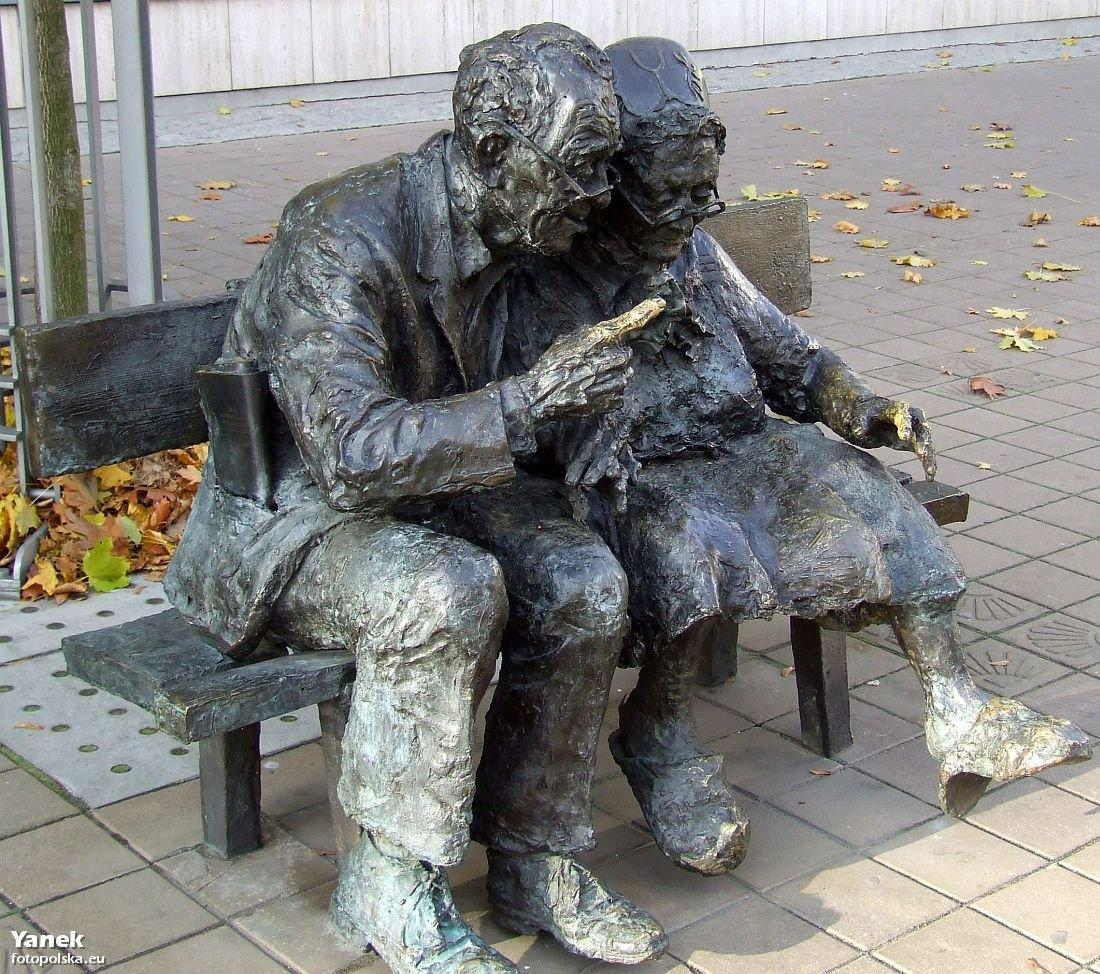
Pomnik kaszubskiego małżeństwa Jakuba i jego żony Elżbiety Scheibe’ów

Z okazji 90-lecia nadania Gdyni praw miejskich, w listopadzie 2016 kosztem 1,3 mln zł na placu powstała fontanna multimedialna (tzw. dry-plaza, potocznie nazywana tańczącą - instalacja z 30 sterowanymi dyszami tworzącymi obrazy wodne), iluminowana na biało-niebiesko.

## Zabytki
Na placu znajdują się także neoklasycystyczny klasztor Sióstr Miłosierdzia św. Wincentego a Paulo (pierwotnie dom dla letników z 1927, od 1928 szpital) oraz dyspozytornia ruchu Zarządu Komunikacji Miejskiej, jako pozostałość po dawnej pętli trolejbusowej, która znajdowała się w miejscu dzisiejszego deptaka jako były centralny punkt komunikacji trolejbusowej. Przy placu Kaszubskim znajduje się Szpital Miejski im. J. Brudzińskiego (choć jego adres to ul. Wójta Radtkego 1). 

### Para Kaszubów
Postacie Jakuba i Elżbiety Scheibe’ów patrzą w kierunku kamienicy w północnej pierzei placu, gdzie kiedyś mieszkali. Jakub Scheibe i jego żona Elżbieta, mieszkali oni w Gdyni w latach dwudziestych XX w. i byli kochającym się małżeństwem Kaszubów.
Każdego dnia Elżbieta wypatrywała z okien swojego domu powracającego męża, który pracował jako rybak. Jakub był przykładem lokalnego patrioty – człowieka, który mimo wyjazdu do Ameryki, postanowił powrócić do Gdyni.